# Дъглас (окръг, Минесота)
Вижте пояснителната страница за други населени места с името Дъглас.
Окръг Дъглас (на английски: Douglas County) е окръг в щата Минесота, Съединени американски щати. Площта му е 1865 km², а населението - 32 821 души (2000). Административен център е град Александрия.